# Middleton Stoney
Middleton Stoney – wieś w Anglii, w hrabstwie Oxfordshire, w dystrykcie Cherwell. Leży 18 km na północ od Oksfordu i 88 km na północny zachód od Londynu. W 2011 miejscowość liczyła 331 mieszkańców.